# (6084) Bascom
(6084) Bascom ist ein Asteroid des Hauptgürtels, der am 12. Februar 1985 von den US-amerikanischen Astronomen Carolyn Shoemaker und Eugene Shoemaker am Palomar-Observatorium (IAU-Code 675) entdeckt wurde.
Benannt wurde er am 11. April 1998 nach der US-amerikanischen Geologin Florence Bascom (1862–1945), die als zweite Frau in den USA überhaupt einen Doktorgrad in Geologie erwarb und ab 1895 viele Jahre Geologie am Frauen-College Bryn Mawr unterrichtete.